# Armando Palomas
Armando Palomas (rojen kot Armando Jiménez Veloz), mehiški kantavtor, * 1. februar 1973.
Ustvarja posebno vrsto mehiškega rocka. Do leta 2009 je izdal 12 albumov. Glasba Armanda Palomasa ni cenjena le v Mehiki, ampak tudi drugod po svetu, na primer v ZDA. 

## Diskografija
- Armando Palomas y La veladora (1997)
- Una Cuarta (1998)
- Tequila Coyoacán (1999)
- El extraño retorno de la Llorona Pérez (2000)
- En Vivo (2000)
- Echenme Aguas (2001)
- Puros Besos (2002)
- Fabrica de Veladoras (2004)
- Llamadas Perdidas (2005)
- Que se muera el Rock y que viva el Mambo (2006)
- Canciones del estribo (2007)
- De regreso al Burdel de la Soledad (2009)
- 1993 – Historia de una noche (Armando Palomasy La Clicka)
- 1996 – Armando Palomas y la Veladora
- 2010 – Per-versiones
- 2011 – Canciones en Sepia
- 2011 – Puros Besos (Edición L.P. 33 r.p.m.)
- 2011 – Jiménez Old Fashion
- 2011 – Documental DVD Rock&Roll por la Libre
- 2012 – 3Veces7 (Cd y Libro) **
- 2012 – Yo amo a Armando Palomas (Recopilación 18 tracks)
- 2013 – Retazos y canciones de un escribiente maldoso (Cd y Libro) **
- 2014 – Smell Like Rolando Malacara Spirit
- 2015 – Alas & Víboras (En directo desde el Lunario del Auditorio Nacional) **
- 2016 – Cerrajero de Corazones **
- 2017 - E.P. Bar Pesadilla  ** Nominados entre los mejores discos de Rock en el País.  Todos editados en Físico y ahora están en todas  las Plataformas Digitales.  Todos los materiales, producidos por Armando Palomas.  Todos Vendidos de mano en mano.  Todos de manera independiente y autogestiva.